# Kanton Bayon
Bayon is een voormalig kanton van het Franse departement Meurthe-et-Moselle. Het kanton maakte deel uit van het arrondissement Lunéville totdat het kanton werd opgeheven en de gemeenten werden opgenomen in het op diezelfde dag opgerichte kanton Lunéville-2.

## Gemeenten
Het kanton Bayon omvatte de volgende gemeenten:
- Barbonville
- Bayon (hoofdplaats)
- Blainville-sur-l'Eau
- Borville
- Brémoncourt
- Charmois
- Clayeures
- Damelevières
- Domptail-en-l'Air
- Einvaux
- Froville
- Haigneville
- Haussonville
- Landécourt
- Lorey
- Loromontzey
- Méhoncourt
- Romain
- Rozelieures
- Saint-Boingt
- Saint-Germain
- Saint-Mard
- Saint-Rémy-aux-Bois
- Velle-sur-Moselle
- Vigneulles
- Villacourt
- Virecourt